# 이란 이슬람 공화국 중앙은행
이란 이슬람 공화국 중앙은행(페르시아어: بانک مرکزی جمهوری اسلامی ايران, 영어: Central Bank of the Islamic Republic of Iran) 또는 이란 중앙은행(페르시아어: بانک مرکزی ایران, 영어: Central Bank of Iran, CBI)은 이란의 중앙은행이다.
1960년 이란 은행 및 통화법에 따라 제정된 이 은행은 이란 정부의 은행가 역할을 하며 지폐와 동전을 발행할 수 있는 독점권을 가지고 있다. 이란 이슬람 공화국 중앙은행은 이란 리알의 기업 가치를 유지하고 은행과 신용 기관에 대한 감독을 하는 임무를 맡고 있다. 그것은 이란의 외환과 금 매장량뿐만 아니라 국가 보석의 관리인 역할을 한다. 그것은 또한 아시아 결제 동맹의 창립 멤버이며, 금과 자본의 해외 흐름을 통제하고, 국제 통화 기금(IMF)에서 이란을 대표하며, 이란과 다른 나라 사이의 지불 협정을 국제적으로 체결한다.

## 역사
이란에 지폐를 도입하려는 첫 번째 시도는 13세기 몽골 제국 일 칸국 시대에 일어났다. 중국 송나라에서 개발된 이 혁신은 이란에 정착하지 못했으며 종이 화폐는 몇 세기 동안 이란에 의미 있는 방식으로 돌아오지 않았다.

### 근현대

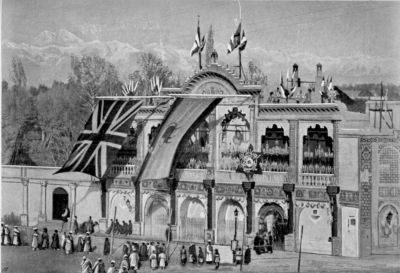
1902년 테헤란 페르시아 제국은행

1889년 영국 소유의 페르시아 제국은행이 설립되어 이란에서 지폐를 발행할 수 있는 독점권을 부여받았다. 1890년에 그것은 이란에 1천에서 1천명에 이르는 최초의 지폐를 도입했다. 이 은행은 이란의 자본 형성을 강화하거나 당시 이란의 통화인 키란을 지원하기 위해 많은 노력을 하지 않았다.
영국 은행과 경쟁하기 위해 러시아 제국 은행도 개설했다. 라자르 폴리아코프의 에스테크라지 은행은 1898년 러시아의 타자르주의 정부에 의해 매입되었고, 1920년 이란 정부의 계약에 의해 이란 정부의 손에 넘겨졌다.
이란 최초의 국영은행인 멜리 이란 은행은 1927년 이란 정부에 의해 설립되었다. 1930년 5월 30일, 이란 중앙은행으로서의 역할을 담당하였고, 동시에 상업은행으로서 활동하면서 200,000파운드에 제국은행의 권리를 취득하였다. 은행의 주요 목표는 정부의 금융 거래를 촉진하고 이란 통화(리알과 토만)를 인쇄하고 유통하는 것이었다. 멜리 이란 은행은 30여 년 동안 이란의 중앙은행 역할을 했으며 이란 리알의 가치를 유지할 책임이 있었다. 1955년, 은행은 국가 은행 시스템을 감독할 책임이 주어졌다.
1960년 8월, 이란 정부는 이란 중앙은행(CBI)을 설립하고 모든 중앙은행 업무를 멜리 이란 은행으로부터 분리하여 새롭게 구성된 중앙은행에 배정하였다. 이란 이슬람 공화국 중앙은행(CBI)의 범위와 책임은 1960년 이란 통화 및 은행법에 정의되어 있다.
이란 중앙은행은 1983년에 "이란 이슬람 공화국 중앙은행"으로 개칭되었고, 이란의 은행 제도는 이자 수입이나 지불을 금지하는 새로운 이슬람 규정을 고수했다.
CBI는 페르시아의 옛 왕들이 소유하고 사용했던 역사적인 고대 보석 박물관을 관리하고 있다. 이 박물관은 이란에서 가장 매력적인 관광 명소 중 하나이다.

## 주지사
이란의 대통령은 이란 이슬람 공화국 총재 후보자를 추천하는데, 의회의 청문회를 거쳐 대통령령으로 임명되어야 한다.

## 출판물
이란 이슬람 공화국 중앙은행은 경제 동향, 게시판, 연례 검토, 경제 보고서, 대차대조표 등 일반 및 전문가 대상 다양한 정기 간행물을 발행한다. 다른 출판물에는 책자, 단서, 브로셔 등이 있다. 그 문서들 중 많은 것들이 영어로도 이용 가능하다.

## 같이 보기
- 이란의 경제
- 이란 리알
- 테헤란 증권거래소